# Sholes
Sholes – wieś w Stanach Zjednoczonych, w stanie Nebraska, w hrabstwie Wayne.